# Leisure Suit Larry: Magna Cum Laude
 (novembre 2018).
Si vous disposez d'ouvrages ou d'articles de référence ou si vous connaissez des sites web de qualité traitant du thème abordé ici, merci de compléter l'article en donnant les références utiles à sa vérifiabilité et en les liant à la section « Notes et références ».
Leisure Suit Larry: Magna Cum Laude est un jeu vidéo sorti en 2004, huitième opus de la série Leisure Suit Larry. C'est le premier opus sans le protagoniste original, Larry Laffer, remplacé par son neveu Larry Lovage. Cet opus marque le départ d'Al Lowe, créateur de la série.